# Horytnica
Horytnica – polski zespół rockowy założony w roku 2007.
W tym samym roku grupa rozpoczęła realizację debiutanckiego albumu pt. Horytnica wydanego w roku 2008 przez wytwórnię muzyczną Olifant Records.
W 2007 grupa nagrała dwa utwory zespołów „Rezystencja” – Przeżyjemy, oraz „Ramzes & The Hooligans” – Biała siła/Szatan, obydwa nagrania znalazły się na składankach wydanych również przez Olifant Records.
W grudniu 2015 roku zespół opublikował nowy utwór zatytułowany Płonę dla Ciebie, który wraz z 2 nowymi utworami trafił na reedycję albumu Głos Patriotów z 2011, której premiera odbyła się na początku stycznia 2016.

## Dyskografia

### Albumy studyjne[potrzebnyprzypis]
- Horytnica (2008, Olifant Records)
- Głos Patriotów (2011, Vertex Records) Digipack
- Historie walk o wolność (2012, Vertex Records, Vox Populi Records)
- In Memoriam vol. 1 (2013, Vertex Records) Digipack
- Pod znakiem miecza (2015, Vertex Records)
- Głos Patriotów (2015|2016, Vertex Records) Reedycja + 3 bonusy
- Historie walk o wolność (2012|2016, Vertex Records, Vox Populi Records) Reedycja
- In Memoriam vol. 1 (2013|2016, Vertex Records) Reedycja
- Szlakiem przelanej krwi (2018, Vertex Records)
- Szlakiem przelanej krwi (2018, Vertex Records) Edycja deluxe dwupłytowa

### Płyty winylowe[potrzebnyprzypis]
- Głos Patriotów (2012, Vox Populi Records) Black 250 copies
- Głos Patriotów (2012, Vox Populi Records) Picture 250 copies
- Głos Patriotów (2012, Vox Populi Records) Test Pressing 15 copies

### Kompilacje
- Tribute to Rezystencja (2007, Olifant Records) – Rezystencja – utwór nr 11: „Przeżyjemy”[2][3]
- Tribute to Ramzes & The Hooligans (2007, Olifant Records) – Ramzes & The Hooligans – utwór nr 8: „Biała Siła / Szatan”[4][5]